# Pennisetum beckeroides
Pennisetum beckeroides är en gräsart som beskrevs av Georg Gustav Paul Leeke. Pennisetum beckeroides ingår i släktet borstgräs, och familjen gräs. Inga underarter finns listade i Catalogue of Life.